# Узун-Ада (порт)

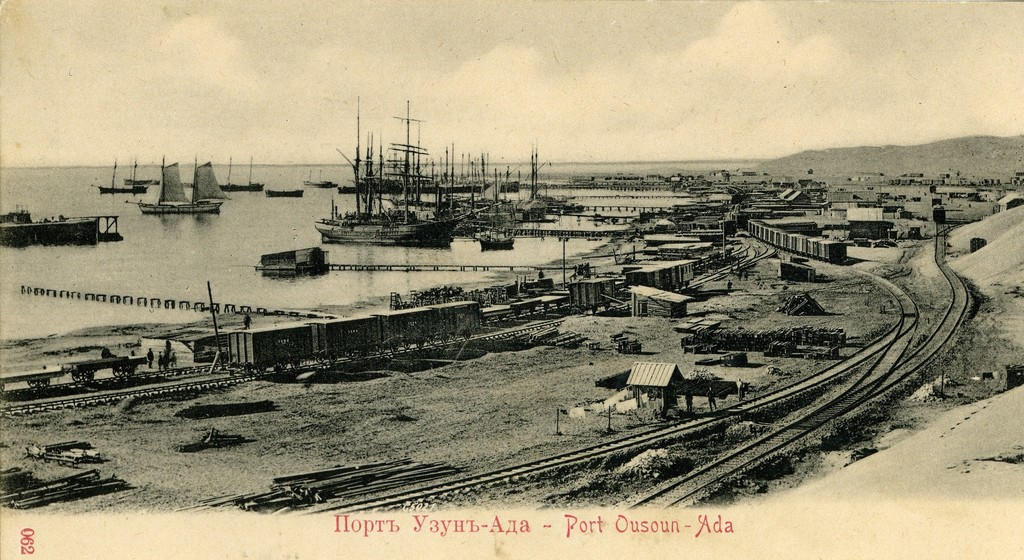
Порт и станция Узун-Ада Закаспийской железной дороги

Узун-Ада — бывший порт, построенный на восточном берегу Каспийского моря в бухте Узун-Ада Михайловского залива в Красноводском уезде Закаспийской области Российской империи. До 1899 года порт служил начальным пунктом Закаспийской железной дороги.
Порт со станцией Узун-Ада был построен в рамках строительства второй очереди Закаспийской железной дороги в 1885 году. Однако ввиду обмеления бухты Узун-Ада и необходимости приёма большетоннажных судов было принято решение о строительстве железнодорожной ветки от станции Мулла-кара до порта Красноводск, что удлиняло железнодорожную линию на 48 вёрст. Станция Красноводск была открыта в 1899 году.